# Ribécourt Railway Cemetery
Le cimetière « Ribécourt Railway Cemetery » est l'un des deux cimetières militaires de la Première Guerre mondiale situés sur le territoire de la commune de Ribécourt-la-Tour Nord.

## Historique
Ribécourt-la-Tour fut occupé par les Allemands dès le début de la guerre, le 28 août 1914, et le resta jusqu'en novembre 1917, date à laquelle il fut repris par les forces du Commonwealth. Il fut perdu en mars 1918 lors des attaques allemandes de la bataille de Cambrai. Le secteur a finalement été repris aux Allemands en septembre et octobre 1918 après de violents combats.

## Localisation
Ce cimetière est situé juste à la sortie du village, à l'est, chemin des Processions.

## Caractéristiques
La plupart des soldats inhumés dans ce petit cimetière sont tombés lors des combats de fin septembre 1918.

## Galerie

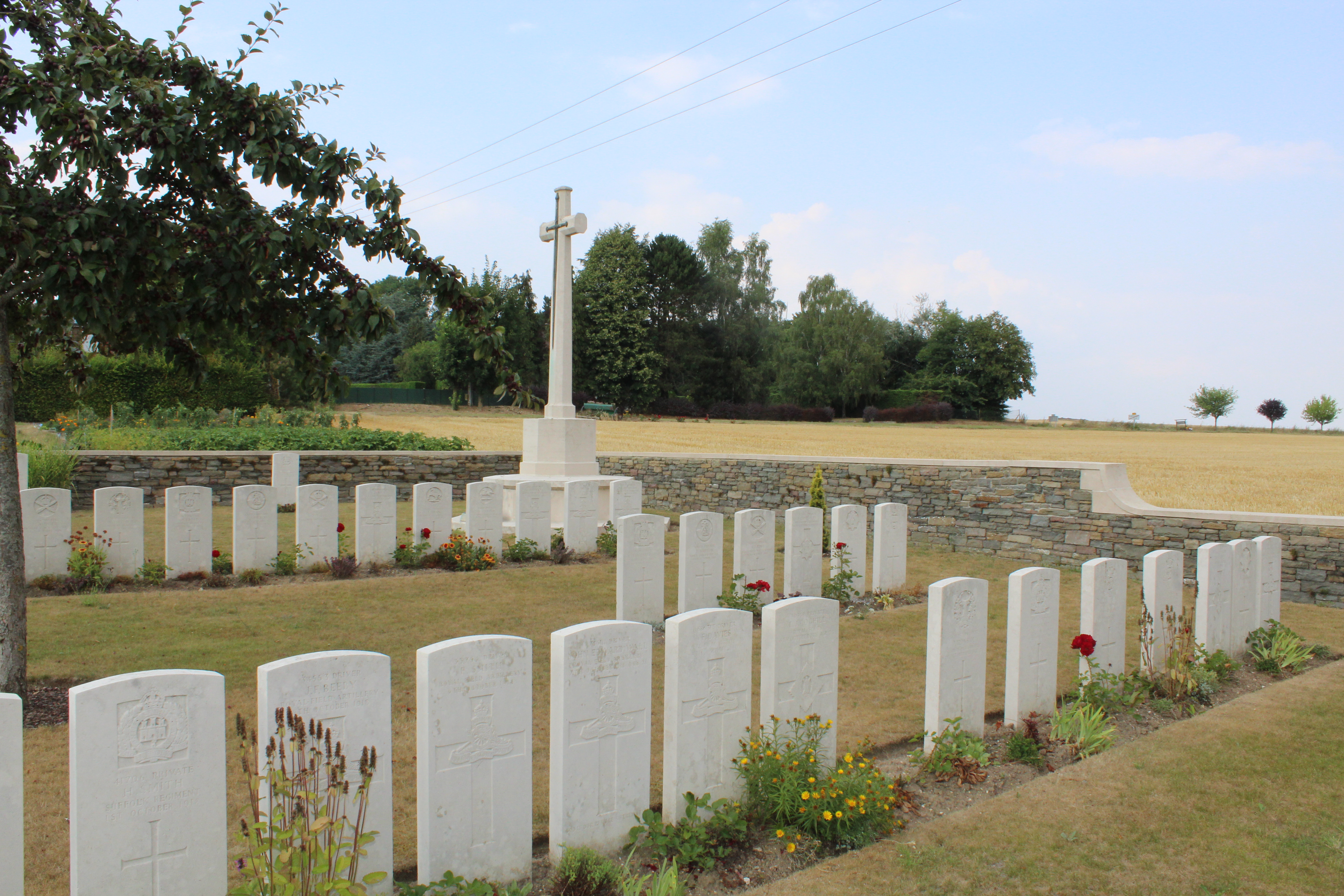
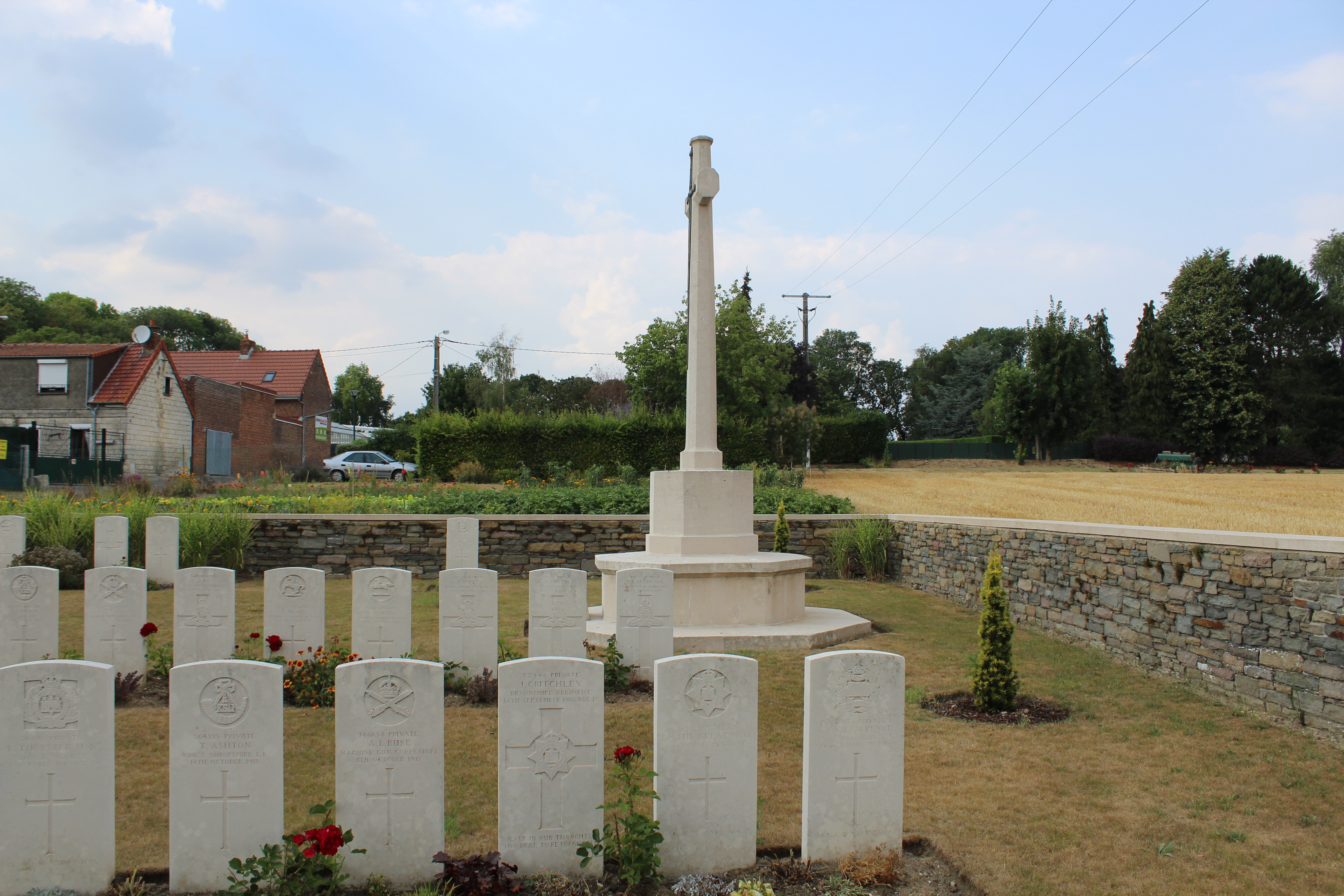
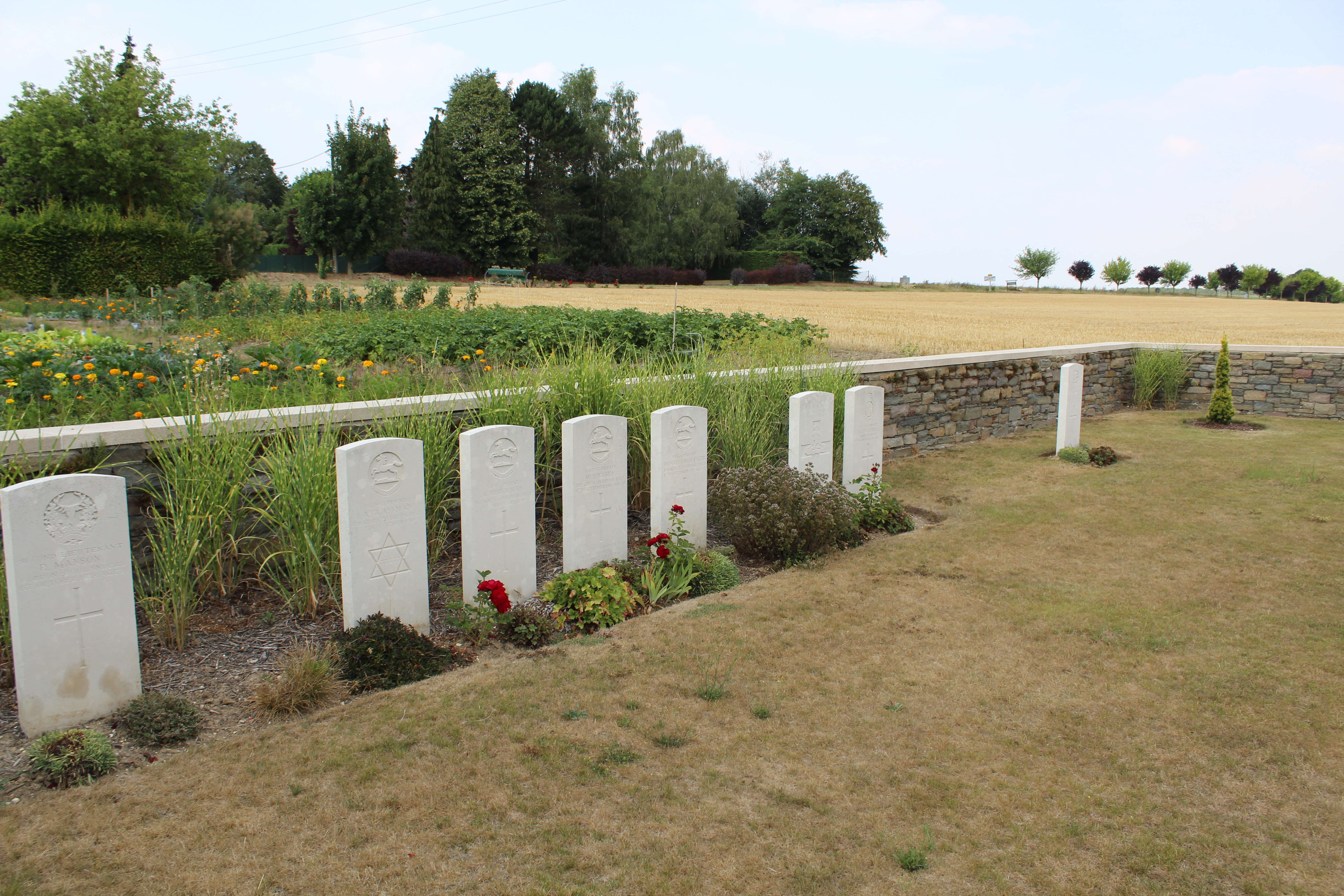
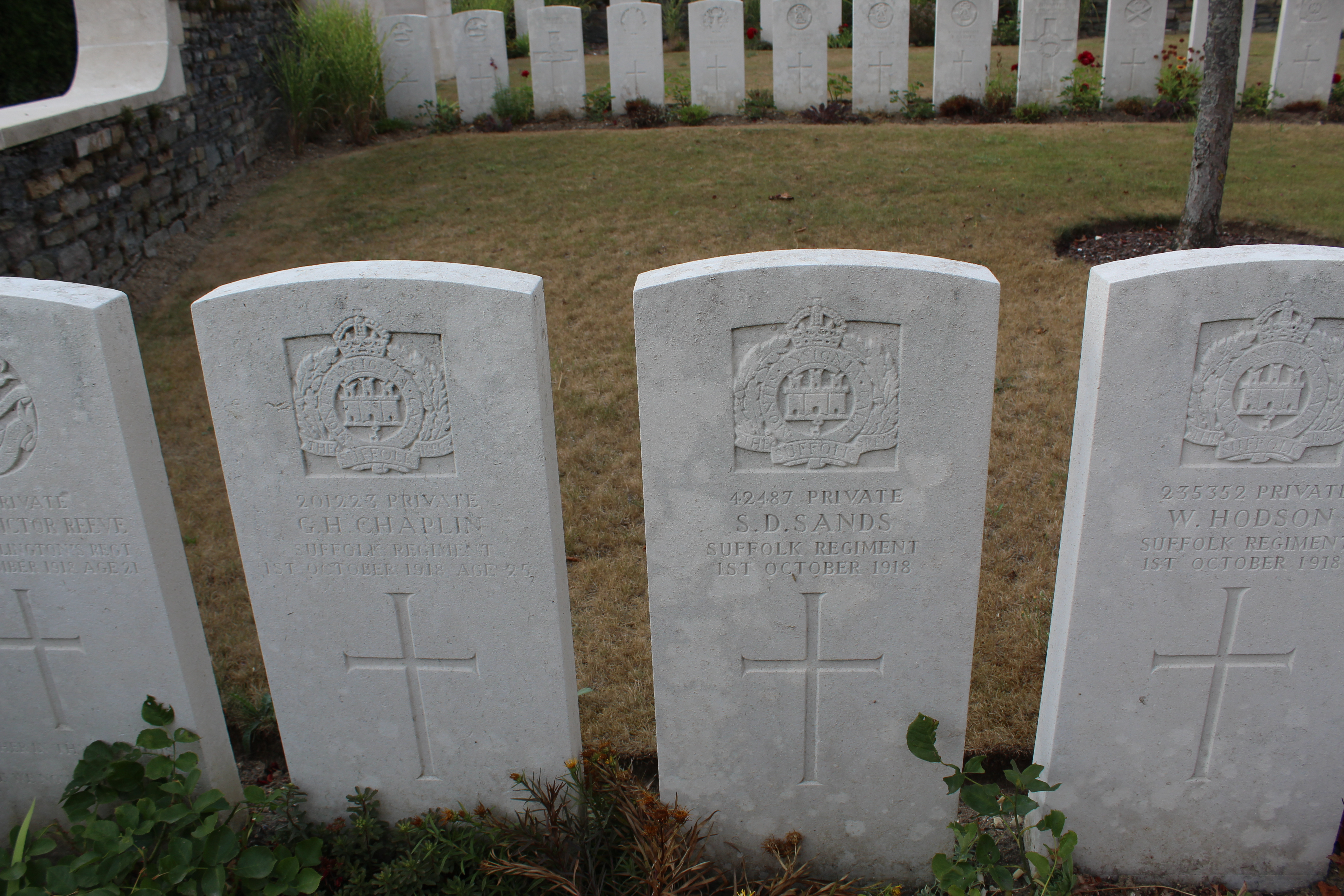

## Sépultures
| Pays             | Sépultures |
| ---------------- | ---------- |
| Royaume-Uni      | 52         |
| Nouvelle-Zélande | 1          |
| Total            | 53         |